# 克里斯·拜尔德
克里斯·拜尔德（英語：Chris Baird，1982年2月25日—），北愛爾蘭足球運動員，司職右閘。

## 生平

### 球會
這名球員乃由修咸頓一手培訓，曾被外借其他球會如屈福特等等，至2004年以後返回球會成為球會副隊長，可出任中堅及右後衛。由於有出色表現，英超一些球會如韋根、布力般流浪等皆有意斟介，但遭他拒絕。於2006/07年球季結束後提出轉會要求，富勒姆出價250萬鎊被修咸頓拒絕，最終新特蘭出價300萬鎊獲得接納。但富咸再出302.5萬成功簽得拜尔德。
2010年9月14日，拜尔德與富勒姆簽三年新合約留隊至2013年夏季。
2013年7月1日，富勒姆宣佈不會提供新合約給多名球員，拜尔德為其中之一。
2013年9月20日，31歲的拜尔德與英冠球會雷丁簽署一份短期合約，效力至2014年1月。
2014年3月20日，屬自由身的拜尔德與英冠球會般尼簽署合約效力至球季結朿。
2014年7月7日，英超球會西布朗與自由身的拜尔德簽署一年合約，另球會會視其表現可選擇延長合約多一年。
回復自由身後，2015年6月與打吡郡簽約2年。

### 國家隊
2003年6月拜尔德首次代表北愛爾蘭上陣出戰義大利，自此一直成為球隊的主力球員。2011年3月11日北愛爾蘭足球協會宣佈於週五作客對塞爾維亞，第50次代表國家隊上陣的拜尔德獲委擔任隊長。

## 榮譽
修咸頓
- 英格蘭足總盃亞軍：2003年；

富咸
- 歐霸盃亞軍：2010年；